# Porto Ferreira (kommun)
Porto Ferreira är en kommun i Brasilien.   Den ligger i delstaten São Paulo, i den sydöstra delen av landet, 700 km söder om huvudstaden Brasília. Antalet invånare är 51 407.
Följande samhällen finns i Porto Ferreira:
- Porto Ferreira

Trakten runt Porto Ferreira består till största delen av jordbruksmark. Runt Porto Ferreira är det ganska tätbefolkat, med 78 invånare per kvadratkilometer.